# Ouvrage de Saint-Antoine
L'ouvrage de Saint-Antoine est une fortification faisant partie de la ligne Maginot, située sur la commune de Modane dans le département de la Savoie.
Il s'agit d'un petit ouvrage d'artillerie construit pendant les années 1930. Sa mission était d'interdire, avec son voisin sur l'autre versant l'ouvrage de Saint-Gobain, la vallée de la Maurienne.

## Description

### Position sur la ligne
L'ouvrage fait partie du secteur fortifié de la Savoie, dans le sous-secteur chargé de la défense de la vallée de la Maurienne. Les fortifications doivent y bloquer le débouché du col du Mont-Cenis. Ces défenses sont organisées en profondeur, avec d'abord une série d'avant-postes en Haute-Maurienne très proches de la frontière franco-italienne, puis derrière elle la « ligne principale de résistance » composées d'ouvrages bétonnés plus puissants formant barrage à hauteur de Modane (Moyenne-Maurienne) et enfin en Basse-Maurienne une seconde position plus légère.
Ce barrage de Moyenne-Maurienne est composé des ouvrages de Saint-Gobain et de Saint-Antoine, chacun sur un versant de la vallée et se couvrant mutuellement de leurs tirs, en amont de Modane. Un peu plus en aval, ce couple d'ouvrages est renforcé par le vieux fort du Replaton (en bas du versant) et l'ouvrage du Sapey (en haut du versant). 

### Souterrains
Comme tous les autres ouvrages de la ligne Maginot, celui de Saint-Antoine est conçu pour résister à un bombardement d'obus de gros calibre. Les organes de soutien sont donc aménagés en souterrain, creusés sous plusieurs mètres de roche, tandis que les organes de combat, dispersés en surface sous forme de blocs, sont protégés par d'épais cuirassements en acier et des couches de béton armé.
Une galerie principale relie l'entrée aux installations souterraines et aux blocs de combat. Cette galerie est équipée d'une voie ferrée étroite de 60 cm où roulent des wagonnets poussés à bras (les caisses d'obus font de 80 à 105 kg). Juste après l'entrée de plain-pied, une série de galeries perpendiculaires ainsi qu'une travée parallèle abritent l'usine (produisant l'électricité pour l'éclairage et le chauffage) avec ses réservoirs de gazole et d'eau, la cuisine avec les réserves de nourriture, le casernement de temps de guerre (en temps de paix le casernement se fait en surface), le système de ventilation (avec une batterie de filtres à air), le poste de commandement et le central téléphonique.
L'usine est équipée avec trois groupes électrogènes, composés chacun d'un moteur Diesel Als.Thom de 54 chevaux, couplé à un alternateur. Un groupe auxiliaire CLM 1 PJ 65 de 8 chevaux. Ces groupes ne devaient servir qu'en cas de coupure du courant, fournit par une ligne aérienne depuis Modane. L'évacuation des gaz se faisait par une cheminée débouchant en surface entre l'entrée et le bloc 1.

### Blocs
En surface, les trois blocs sont dispersés pour réduire leur vulnérabilité aux bombardements. Chaque bloc de combat dispose d'une certaine autonomie, avec ses propres magasins à munitions (le M 3 près des armes, le M 2 juste avant l'accès au bloc), sa salle de repos, son PC, ainsi que son système de ventilation. Étant donné que les positions de mise en batterie pour de l'artillerie lourde sont rares en montagne, le niveau de protection est moins important que dans le Nord-Est (les ouvrages construits en Alsace, en Lorraine et dans le Nord). Dans le Sud-Est (les Alpes), les dalles des blocs font 2,5 mètres d'épaisseur (théoriquement à l'épreuve de deux coups d'obus de 300 mm), les murs exposés 2,75 m, les autres murs, les radiers et les planchers un mètre. L'intérieur des dalles et murs exposés est en plus recouvert de cinq mm de tôle pour protéger le personnel de la formation de ménisque (projection de béton à l'intérieur, aussi dangereux qu'un obus).
L'ensemble des blocs est théoriquement protégé par des fusils mitrailleurs installés dans les différents créneaux et cloches, se soutenant mutuellement. Ces fusils mitrailleurs (FM) étaient chacun protégé par une trémie blindée et étanche (pour la protection contre les gaz de combat). Ils tirent la cartouche de 7,5 mm à balle lourde (modèle 1933 D de 12,35 g au lieu de 9 g pour la modèle 1929 C). Ces FM étaient des MAC modèle 1924/1929 D, dont la portée maximale est de 3 000 mètres, avec une portée pratique de l'ordre de 600 mètres. L'alimentation du FM se fait par chargeurs droits de 25 cartouches, avec un stock de 14 000 par cloche GFM, 7 000 par FM de casemate et 1 000 pour un FM de porte ou de défense intérieure. La cadence de tir maximale est de 500 coups par minute, mais elle est normalement de 200 à 140 coups par minute,.
Le bloc d'entrée est une entrée mixte (alors que l'ouvrage classique a deux entrées séparées pour le personnel et pour le ravitaillement), comprenant un pont-levis ainsi qu'une porte blindée en façade, protégés par une épaisse visière de béton armé ainsi que par un fossé diamant. La défense rapprochée du bloc est confiée à deux créneaux pour fusil mitrailleur (FM), des goulottes lance-grenades, complétés par un créneau mixte pour un jumelage de mitrailleuses ou un canon antichar de 25 mm (les deux armes étant permutables entre elles) tirant dans l'axe de la route d'accès. Le pont-levis donne accès un hall de déchargement, assez grand pour accueillir une camionnette, défendu par une porte blindée étanche et un créneau pour FM. Après la porte blindée, la galerie forme un coude, avec un petit blockhaus équipé d'un autre créneau pour FM.
Le bloc 1 est une casemate d'artillerie tirant en flanquement vers le nord. Sa façade est équipée de deux créneaux pour mortier de 75 mm modèle 1931 à l'étage supérieur, pointés vers Amodon, ainsi que quatre créneaux pour mortier de 81 mm modèle 1932 (cadence de 12 à 15 coups par minute à une portée maximale de 3 600 m) à l'étage inférieur et pointés deux vers Amodon et les deux sur le quartier du Bourget au nord-est. Un créneau optique est orienté sur l'ouvrage du Sapey. La défense rapprochée est confiée à des créneaux pour FM, des goulottes lance-grenades, ainsi que deux cloches GFM (pour « guetteur et fusil mitrailleur ») en toiture.
Le bloc 2 est une casemate d'infanterie, dont tout l'équipement est installé en toiture : s'y trouvent deux cloches pour jumelage de mitrailleuses pointées vers le nord-est (couvrant la route), ainsi qu'une cloche observatoire VDP (à « vue directe et périscopique »), ayant comme indicatif O 2).
Au nord-est de l'ouvrage, en contrebas sur le versant, un élément supplémentaire a été construit indépendamment de l'ouvrage : la casemate annexe de Saint-Antoine (45° 12′ 06,9″ N, 6° 40′ 58,47″ E), équipée avec deux créneaux pour jumelage de mitrailleuses, ainsi qu'une cloche GFM. Les mitrailleuses étaient des MAC modèle 1931 F, montées en jumelage (JM) pour pouvoir tirer alternativement, permettant le refroidissement des tubes. La portée maximale est théoriquement de 4 900 mètres (sous un angle de 45°, mais la trémie limite le pointage en élévation à 15° en casemate), la hausse est graduée jusqu'à 2 400 mètres et la portée utile est plutôt de 1 200 mètres. Les chargeurs circulaires pour cette mitrailleuse sont de 150 cartouches chacun, avec un stock de 50 000 cartouches pour chaque jumelage. La cadence de tir théorique est de 750 coups par minute, mais elle est limitée à 450 (tir de barrage, avec trois chargeurs en une minute), 150 (tir de neutralisation et d'interdiction, un chargeur par minute) ou 50 coups par minute (tir de harcèlement, le tiers d'un chargeur). Le refroidissement des tubes est accéléré par un pulvérisateur à eau ou par immersion dans un bac.

## Histoire
La construction de l'ouvrage a été confiée à partir de juillet 1931 à la Proven, la Société provençale des travaux publics. L'ouvrage a coûté un total de 10,5 millions de francs (valeur de décembre 1936), auxquels il faut rajouter les 1,9 million de la casemate annexe.
L'ouvrage est occupé par son équipage à partir d'août 1939 (juste avant la mobilisation générale) jusqu'au début de juillet 1940 (après le cessez-le-feu). Le commandant de l'ouvrage était le capitaine puis chef d'escadron Ravier-Bollard. Pendant la bataille des Alpes, l'ouvrage ne peut pas tirer faute d'objectif, les troupes italiennes ne tentant pas de forcer le barrage qu'il forme avec le Saint-Gobain. Par contre, sa cloche observatoire permet de régler un tir des canons de l'ouvrage du Sapey le matin du 24 juin.
En application de l'armistice du 24 juin 1940, l'ouvrage est évacué car il se trouve dans la zone démilitarisée qui longe la petite zone d'occupation italienne en France (comme tous les ouvrages du Sud-Est). L'ouvrage est repris le 13 septembre 1944 par les unités de la 2e division d'infanterie marocaine.
Après la guerre, l'ouvrage est entretenu par l'Armée jusqu'au début des années 1970. En 2004, l'ouvrage est cédé à la commune de Modane, avec les tubes d'artillerie, les lits métalliques, les citernes et les groupes électrogènes encore en place ; il est à l'abandon depuis.
La construction du Saint-Antoine, classé ouvrage de 3e classe, a coûté un total de 10,5 millions de francs3 (valeur de décembre 1936)4 (+ 1,9 million pour la casemate annexe) :